# Архиепархия Захле и Фурзола
Архиепархия Захле и Фурзола (лат. Mariamnensis Graecorum Melkitarum) — архиепархия Мелькитской католической церкви с центром в городе Захле, Ливан. Кафедральным собором архиепархии Захле и Фурзола является церковь Пресвятой Девы Марии в городе Захле.

## История
Епархия Фурзола Мелькитской католической церкви была учреждена 1 октября 1724 года. В 1774 году епархия стала называться как Епархия Захле и Фурзола.
18 ноября 1964 года епархия Захле и Фурзола была возведена в ранг архиепархии.

## Епископы архиепархии
- епископ Эфтимиос Фадель Маалули (1.10.1724 — 1775)
- епископ Юсеф Фархат (1775—1793)
- епископ Василий Джабали (1796—1811)
- епископ Макарий Тавил B.S.[1] (1811 — 10.12.1813), избран патриархом Афанасием V
- епископ Игнатий Ажури (1816—1834)
- епископ Василий Шайят B.S. (15.10.1834 — 1864)
- епископ Амвросий Василий Абдо (15.11.1866 — 1875), выбран архиепископом Иерусалима
- епископ Мелетиос Факак (23.01.1876 — 9.08.1881), назначен архиепископом Бейрута и Библа
- епископ Игнатий Маллук (18.09.1881 — 1898)
- епископ Дахер Могабгаб (20.05.1899 — 8.12.1925), выбран патриархом Кириллом IX
- архиепископ Эфтимиос Юаким (30.10.1926 — 21.08.1971)
- архиепископ Иоанн Бассул (21.08.1971 — † 9.08.1977)
- архиепископ Августин Фарах (25.08.1977 — † 31.03.1983)
- архиепископ Андрей Хаддад B.S. (14.06.1983 — 24.06.2010)
- архиепископ Иссам Иоанн Дарвиш B.S. (с 15 июня 2011 года по настоящее время)

## Источник
- Annuario Pontificio, Libreria Editrice Vaticana, Città del Vaticano, 2003, ISBN 88-209-7422-3